# Theodore Lyman
Theodore Lyman (Boston, 23 de novembro de 1874 — Cambridge, 11 de outubro de 1954) foi um físico norte-americano.

## Carreira
Lyman tornou-se professor assistente de física em Harvard, onde permaneceu, tornando-se professor titular em 1917, e onde também foi diretor do Jefferson Physical Laboratory (1908-1917). Ele fez importantes estudos em fenômenos relacionados com redes de difração, nos comprimentos de onda da luz ultravioleta do vácuo descobertos por Victor Schumann e também nas propriedades da luz de comprimento de onda extremamente curto, em todos os quais ele contribuiu com valiosos artigos para a literatura da física nos procedimentos das sociedades científicas.

## Serviço militar
Durante a Primeira Guerra Mundial, ele serviu na França com a Força Expedicionária Americana, ocupando o posto de major dos engenheiros.